# Brnjic
Brnjic är en ort i Bosnien och Hercegovina.   Den ligger i entiteten Federationen Bosnien och Hercegovina, i den centrala delen av landet, 50 km norr om huvudstaden Sarajevo. Brnjic ligger 783 meter över havet och antalet invånare är 322.
Terrängen runt Brnjic är kuperad. Runt Brnjic är det ganska tätbefolkat, med 93 invånare per kvadratkilometer.. Närmaste större samhälle är Zenica, 17,6 km väster om Brnjic.
Omgivningarna runt Brnjic är en mosaik av jordbruksmark och naturlig växtlighet.